# Margaret Mahler
 Der er for få eller ingen kildehenvisninger i denne artikel, hvilket er et problem. Du kan hjælpe ved at angive troværdige kilder til de påstande, som fremføres i artiklen.

Margaret Schönberger Mahler (født 10. maj 1897 i Sopron, død 2. oktober 1985 i New York) var en ungarsk-amerikansk børnepsykiater og psykoanalytiker.
Margaret Schönberger blev født den 10. maj 1897 i en jødisk familie i Sopron, en lille by i det vestlige Ungarn. Margaret Mahler afsluttede sin medicinske uddannelse ved forskellige europæiske universiteter, efter at hun i 1919 havde forladt Ungarn som følge af de politiske omvæltninger i landet og spændinger mod jøder. I 1926-33 gennemgik hun en psykoanalytisk uddannelse i Wien, og i 1938 emigrerede hun til USA, hvor hun boede til sin død i 1985.

## 1940'erne til 1950'erne
Det autistiske og symbiotiske syndrom
Margaret Mahlers arbejde i 1940'erne og 1950'erne var helliget børnepsykoser. Hun fokuserede på det psykotiske barns manglende evne til at danne stabile objektrelationer og beskrev to grundtyper, det autistiske og det symbiotiske syndrom. Det autistiske syndrom er kendetegnet ved, at barnet ikke skelner mellem ting og personer og derfor virker følelsesmæssigt uengageret over for menneskelig kontakt. Det symbiotiske syndrom, der er mindre alvorligt, skyldes, at barnets identitet flyder sammen med moderens, hvilket hindrer det i at opbygge et realistisk billede af sig selv.

## 1960'erne til 1970'erne
Det normale barns udvikling
I 1960'erne og 1970'erne anvendte Margaret Mahler disse erfaringer som baggrund for udforskningen af det normale barns udvikling. Gennem omfattende observationer af vuggestuebørn og samspillet med deres mødre opstillede hun en almen udviklingsmodel, der udgøres af den normale autistiske fase (0-1 måned), den normale symbiotiske fase (1-5 måneder) og separation-individuationsfasen (5-30 måneder). I denne sidste fase overskæres barnets psykiske navlestreng til moderen, som det især kan iagttages i den såkaldte gentilnærmelseskrise (20-24 måneder), hvor barnet i forsøget på at fastholde sin infantile almagtsfølelse gennemlever en konflikt mellem at manifestere sin uafhængighed af moderen og glide tilbage i symbiosen med hende. Disse teorier har Margaret Mahler fremstillet i hovedværket The Psychological Birth of the Human Infant, 1975 (da. Barnets psykiske fødsel, 1988, skrevet i samarbejde med Fred Pine og Anni Bergman).

## Objektrelationsteori
Sammen med René Spitz, Erik H. Erikson og Bruno Bettelheim har Margaret Mahler skabt grundlaget for efterkrigstidens psykoanalytiske børnepsykologi i USA, og hun har samtidig udmærket sig gennem sin brobygning til den britiske objektrelationsteori repræsenteret af bl.a. Melanie Klein og Donald Winnicott.